# Seznam ministrů zahraničních věcí Řecka
Seznam ministrů zahraničních věcí Řecka od roku 1897.

## Řecké království (1833–1924)
| Jméno                        | Začátek funkčního období | Konec funkčního období | Strana              |
| ---------------------------- | ------------------------ | ---------------------- | ------------------- |
| Stephanos Skouloudis         | 1897                     | 1897                   | Neoteristikon Komma |
| Athos Romanos                | 14. dubna 1899           | 24. listopadu 1901     |                     |
| Alexandros Zaimis            | 25. listopadu 1901       | 6. prosince 1902       |                     |
| Alexandros Skouzas           | 7. prosince 1902         | 27. června 1903        |                     |
| Georgios Theotokis           | 28. června 1903          | 11. července 1903      | Komma Ethnikofronon |
| Dimitrios Rallis             | 11. července 1903        | 19. prosince 1903      | Komma Ethnikofronon |
| Athos Romanos                | 19. prosince 1903        | 29. prosince 1904      |                     |
| Alexandros Skouzas           | 29. prosince 1904        | 21. června 1905        |                     |
| Dimitrios Rallis             | 25. června 1905          | 21. prosince 1905      | Komma Ethnikofronon |
| Alexandros Skouzas           | 21. prosince 1905        | 21. června 1908        |                     |
| Georgios Baltatzis           | 5. července 1908         | 20. července 1909      |                     |
| Georgios Christakis-Zografos | 29. července 1909        | 28. srpna 1909         |                     |
| Kyriakoulis Mavromichalis    | 29. srpna 1909           | 31. ledna 1910         |                     |
| Dimitrios Kallergis          | 31. ledna 1910           | 18. října 1910         |                     |
| Ioannis Gryparis             | 18. října 1910           | 17. srpna 1912         |                     |
| Lambros Koromilas            | 30. srpna 1912           | 28. srpna 1913         |                     |
| Dimitrios Panas              | 31. srpna 1913           | 22. prosince 1913      |                     |
| Georgios Streit              | 3. ledna 1914            | 30. srpna 1914         |                     |
| Eleftherios Venizelos        | 30. srpna 1914           | 25. února 1915         | Liberale Partei     |
| Georgios Christakis-Zografos | 9. dubna 1915            | 3. července 1915       |                     |
| Dimitrios Gounaris           | 16. července 1915        | 10. srpna 1915         |                     |
| Eleftherios Venizelos        | 23. srpna 1915           | 7. října 1915          | Liberale Partei     |
| Alexandros Zaimis            | 7. října 1915            | 7. listopadu 1915      |                     |
| Stephanos Skouloudis         | 7. listopadu 1915        | 22. června 1916        |                     |
| Alexandros Zaimis            | 22. června 1916          | 16. září 1916          |                     |
| Alexandros Karapanos         | 16. září 1916            | 9. října 1916          |                     |
| Evgenios Zalokostas          | 10. října 1916           | 21. dubna 1917         |                     |
| Alexandros Zaimis            | 3. května 1917           | 27. června 1917        |                     |
| Nikolaos Politis             | 27. června 1917          | 18. listopadu 1920     |                     |
| Dimitrios Rallis             | 18. listopadu 1920       | 6. února 1921          | Laikon Komma        |
| Nikolaos Kalogeropoulos      | 6. února 1921            | 8. dubna 1921          |                     |
| Georgios Baltatzis           | 8. dubna 1921            | 19. března 1922        |                     |
| Georgios Baltatzis           | 19. března 1922          | 16. května 1922        |                     |
| Nikolaos Stratos             | 16. května 1922          | 22. května 1922        |                     |
| Georgios Baltatzis           | 22. května 1922          | 8. října 1922          |                     |
| Nikolaos Kalogeropoulos      | 10. října 1922           | 30. října 1922         |                     |
| Alexandros Papanastasiou     | 12. března 1924          | 29. března 1924        |                     |

## Druhá helénská republika (1924–1935)
| Jméno                    | Začátek funkčního období | Konec funkčního období | Strana          |
| ------------------------ | ------------------------ | ---------------------- | --------------- |
| Georgios Roussos         | 2. dubna 1924            | 18. června 1924        |                 |
| Konstantinos Rendis      | 18. června 1924          | 24. července 1924      |                 |
| Georgios Roussos         | 24. července 1924        | 6. října 1924          |                 |
| Andreas Michalakopoulos  | 7. října 1924            | 26. června 1925        | Liberale Partei |
| Alexandros Hatzikyriakos | 26. června 1925          | 3. července 1925       |                 |
| Konstantinos Rendis      | 3. července 1925         | 21. října 1925         |                 |
| Alexandros Hatzikyriakos | 21. října 1925           | 8. listopadu 1925      |                 |
| Loukas Kanakaris-Roufos  | 8. listopadu 1925        | 23. srpna 1926         |                 |
| Perikles Argyropoulos    | 26. srpna 1926           | 4. prosince 1926       |                 |
| Andreas Michalakopoulos  | 4. prosince 1926         | 4. července 1928       | Liberale Partei |
| Alexandros Karapanos     | 4. července 1928         | 7. června 1929         |                 |
| Perikles Argyropoulos    | 7. června 1929           | 4. července 1929       |                 |
| Andreas Michalakopoulos  | 5. července 1929         | 26. května 1932        | Liberale Partei |
| Alexandros Papanastasiou | 26. května 1932          | 2. června 1932         | Liberale Partei |
| Andreas Michalakopoulos  | 5. června 1932           | 31. října 1932         | Liberale Partei |
| Ioannis Rallis           | 3. listopadu 1932        | 16. ledna 1933         |                 |
| Andreas Michalakopoulos  | 16. ledna 1933           | 6. března 1933         | Liberale Partei |
| Nikolaos Mavroudis       | 7. března 1933           | 10. března 1933        |                 |
| Dimitrios Maximos        | 10. března 1933          | 3. března 1935         |                 |
| Panagis Tsaldaris        | 3. března 1935           | 27. března 1935        | Laikon Komma    |
| Dimitrios Maximos        | 27. března 1935          | 1. dubna 1935          |                 |
| Panagis Tsaldaris        | 1. dubna 1935            | 12. července 1935      | Laikon Komma    |
| Dimitrios Maximos        | 13. července 1935        | 10. října 1935         |                 |
| Ioannis Theotokis        | 10. října 1935           | 25. listopadu 1935     | Laikon Komma    |

## Řecké království (1935–1967)
| Jméno                         | Začátek funkčního období | Konec funkčního období | Strana                   |
| ----------------------------- | ------------------------ | ---------------------- | ------------------------ |
| Konstantinos Demertzis        | 30. listopadu 1935       | 12. dubna 1936         |                          |
| Ioannis Metaxas               | 13. dubna 1936           | 27. ledna 1941         |                          |
| Alexandros Koryzis            | 29. ledna 1941           | 18. dubna 1941         |                          |
| Emmanouil Tsouderos           | 21. dubna 1941           | 29. dubna 1941         |                          |
| George Papandreou             | 26. dubna 1944           | 29. dubna 1944         |                          |
| Ioannis Sofianopoulos         | 3. ledna 1945            | 24. července 1945      |                          |
| Petros Voulgaris              | 11. srpna 1945           | 19. srpna 1945         |                          |
| Ioannis Politis               | 19. srpna 1945           | 9. října 1945          |                          |
| Panagiotis Kanellopoulos      | 1. listopadu 1945        | 20. listopadu 1945     |                          |
| Ioannis Sofianopoulos         | 21. listopadu 1945       | 29. ledna 1946         |                          |
| Konstantinos Rendis           | 29. ledna 1946           | 1. dubna 1946          |                          |
| Konstantinos Tsaldaris        | 4. dubna 1946            | 5. ledna 1950          | Laikon Komma             |
| Panagiotis Pipinelis          | 7. ledna 1950            | 22. března 1950        |                          |
| Sophoklis Venizelos           | 23. března 1950          | 7. dubna 1950          | Liberale Partei          |
| Nikolaos Plastiras            | 15. dubna 1950           | 17. srpna 1950         |                          |
| Sophoklis Venizelos           | 21. srpna 1950           | 8. srpna 1951          | Liberale Partei          |
| Ioannis Politis               | 8. srpna 1951            | 27. října 1951         |                          |
| Sophoklis Venizelos           | 27. října 1951           | 10. října 1952         | Liberale Partei          |
| Philippos Dragoumis           | 11. října 1952           | 18. listopadu 1952     |                          |
| Stefanos Stefanopoulos        | 23. listopadu 1952       | 6. října 1955          |                          |
| Spyros Theotokis              | 6. října 1955            | 23. dubna 1956         |                          |
| Evangelos Averoff             | 27. května 1956          | 2. března 1958         | National-Radikalen Union |
| Michail Pesmazoglou           | 5. března 1958           | 17. května 1958        | National-Radikalen Union |
| Evangelos Averoff             | 17. května 1958          | 20. září 1961          | National-Radikalen Union |
| Michail Pesmazoglou           | 20. září 1961            | 4. listopadu 1961      | National-Radikalen Union |
| Evangelos Averoff             | 4. listopadu 1961        | 11. června 1963        | National-Radikalen Union |
| Panagiotis Pipinelis          | 19. června 1963          | 28. září 1963          |                          |
| Pavlos Oikonomou-Gouras       | 29. září 1963            | 6. listopadu 1963      |                          |
| Sophoklis Venizelos           | 8. listopadu 1963        | 24. prosince 1963      | Zentrumsunion            |
| Christos Xanthopoulos-Palamas | 31. prosince 1963        | 18. února 1964         |                          |
| Stavros Kostopoulos           | 18. února 1964           | 15. července 1965      | Zentrumsunion            |
| Georgios Melas                | 15. července 1965        | 5. srpna 1965          | Zentrumsunion            |
| Ilias Tsirimokos              | 20. srpna 1965           | 11. dubna 1966         | Zentrumsunion            |
| Stefanos Stefanopoulos        | 12. dubna 1966           | 11. května 1966        |                          |
| Ioannis Toumbas               | 11. května 1966          | 21. prosince 1966      |                          |
| Pavlos Oikonomou-Gouras       | 22. prosince 1966        | 2. listopadu 1967      |                          |

## Diktatura plukovníků (1967–1974)
| Jméno                         | Začátek funkčního období | Konec funkčního období | Strana |
| ----------------------------- | ------------------------ | ---------------------- | ------ |
| Konstantinos Kollias          | 2. listopadu 1967        | 20. listopadu 1967     |        |
| Panagiotis Pipinelis          | 20. listopadu 1967       | 20. července 1970      |        |
| Georgios Papadopoulos         | 21. července 1970        | 8. října 1973          |        |
| Christos Xanthopoulos-Palamas | 8. října 1973            | 25. listopadu 1973     |        |
| Spyridon Tetenes              | 25. listopadu 1973       | 8. července 1974       |        |

## Třetí helénská republika (od roku 1974)
| Jméno                     | Začátek funkčního období | Konec funkčního období | Strana                          |
| ------------------------- | ------------------------ | ---------------------- | ------------------------------- |
| Georgios Mavros           | 24. července 1974        | 9. října 1974          | Zentrumsunion                   |
| Dimitrios Bitsios         | 17. října 1974           | 20. listopadu 1977     | Nová demokracie                 |
| Panagiotis Papaligouras   | 29. listopadu 1977       | 10. května 1978        | Nová demokracie                 |
| Georgios Rallis           | 10. května 1978          | 9. května 1980         | Nová demokracie                 |
| Konstantinos Mitsotakis   | 10. května 1980          | 21. října 1981         | Nová demokracie                 |
| Ioannis Charalambopoulos  | 21. října 1981           | 26. července 1985      | Panhelénské socialistické hnutí |
| Karolos Papulias          | 26. července 1985        | 2. července 1989       | Panhelénské socialistické hnutí |
| Tzannis Tzannetakis       | 3. července 1989         | 12. října 1989         | Nová demokracie                 |
| Georgios Papoulias        | 12. října 1989           | 23. listopadu 1989     |                                 |
| Andonis Samaras           | 23. listopadu 1989       | 16. února 1990         | Nová demokracie                 |
| Georgios Papoulias        | 16. února 1990           | 11. dubna 1990         |                                 |
| Adonis Samaras            | 11. dubna 1990           | 14. dubna 1992         | Nová demokracie                 |
| Konstantinos Mitsotakis   | 14. dubna 1992           | 7. srpna 1992          | Nová demokracie                 |
| Michalis Papakonstantinou | 7. srpna 1992            | 13. října 1993         | Nová demokracie                 |
| Karolos Papulias          | 13. října 1993           | 22. ledna 1996         | Panhelénské socialistické hnutí |
| Theodoros Pangalos        | 22. ledna 1996           | 18. února 1999         | Panhelénské socialistické hnutí |
| Giorgos Andrea Papandreou | 18. února 1999           | 13. února 2004         | Panhelénské socialistické hnutí |
| Tassos Yiannitsis         | 13. února 2004           | 10. března 2004        | Panhelénské socialistické hnutí |
| Petros Molyviatis         | 10. března 2004          | 15. února 2006         | Nová demokracie                 |
| Dora Bakoyannis           | 15. února 2006           | 6. října 2009          | Nová demokracie                 |
| Giorgos Andrea Papandreou | 7. října 2009            | 7. září 2010           | Panhelénské socialistické hnutí |
| Dimitris Droutsas         | 7. září 2010             | 11. června 2011        | Panhelénské socialistické hnutí |
| Stavros Dimas             | 11. listopadu 2011       | 16. května 2012        | Nová demokracie                 |
| Petros Molyviatis         | 16. května 2012          | 21. června 2012        | Nová demokracie                 |
| Dimitris Avramopoulos     | 21. června 2012          | 25. června 2013        | Nová demokracie                 |
| Evangelos Venizelos       | 25. června 2013          | 27. ledna 2015         | Panhelénské socialistické hnutí |
| Nikos Kotzias             | 27. ledna 2015           | 28. srpna 2015         | Koalice radikální levice        |
| Petros Molyviatis         | 28. srpna 2015           | 23. září 2015          | Nová demokracie                 |
| Nikos Kotzias             | 23. září 2015            | 20. října 2018         | Koalice radikální levice        |
| Alexis Tsipras            | 20. října 2018           | 15. února 2019         | Koalice radikální levice        |
| Georgios Katrougalos      | 15. února 2019           | 8. července 2019       | Koalice radikální levice        |
| Nikos Dendias             | 9. července 2019         | 25. května 2023        | Nová demokracie                 |
| Vassilis Kaskeralis       | 25. května 2023          | 27. června 2023        | nestraník                       |
| Giorgos Gerapetritis      | 27. června 2023          | úřadující              | Nová demokracie                 |